# Oued Zouzfana
 (mars 2015).
Si vous disposez d'ouvrages ou d'articles de référence ou si vous connaissez des sites web de qualité traitant du thème abordé ici, merci de compléter l'article en donnant les références utiles à sa vérifiabilité et en les liant à la section « Notes et références ».
L'Oued Zouzfana ou Oued Zousfana est un oued du sud-est Marocain et du sud-ouest Algérien. Il prend naissance dans l' Atlas saharien, là où la pluviosité est encore suffisante, plus précisément dans les montagnes des Ksour entre Figuig et Beni Ounif. Il s'enfonce ensuite dans le Sahara jusqu'à Igli où il fusionne avec l'Oued Guir pour former l'Oued Saoura.

## Géographie
L'Oued Zouzfana passe à proximité du Jbel Sidi-Youssef situé au sud de Figuig.
Les habitants de Figuig cultivent toujours à cet endroit des dattiers. On assiste parfois à des crues de cette rivière. Le phénomène (on peut l'appeler ainsi surtout parce que l'Oued Zouzfana n'est pas toujours porteur d'eau en grandes quantités) se produit même lorsqu'il ne pleut pas dans la région, étant donné que la cause de la crue se situe loin de Figuig, près du côté est de la chaîne montagneuse du grand Atlas où tombent des pluies importantes. 